# Polesskoye
Polesskoye (en ruso: Полесское, Polesskoye; en ucraniano: Поліське, Polis'ke) fue una aldea ucraniana en el Raión de Narodichi del Óblast de Zhytomyr, al norte de Ucrania. La localidad fue evacuada en 1990 como consecuencia del accidente de Chernóbil.

## Historia
En 1981, Polesskoye contaba con 150 habitantes. Después de la catástrofe ocurrida en la Central Nuclear de Chernóbil, el gobierno le mintió a la población diciéndoles que se encontraban en un lugar seguro. Para evitar la dispersión de partículas radiactivas las calles fueron asfaltadas. Sin embargo, debido a la dificultad para mantener la calidad de vida en la población, la Rada Suprema decidió evacuar este asentamiento en 1990.
Los habitantes fueron reubicados en el Raión de Popilnia, en Zhytomyr.